# Aeolus manni
Aeolus manni là một loài bọ cánh cứng trong họ Elateridae. Loài này được Hyslop miêu tả khoa học năm 1916.